# Torre de Fluviá
Torre de Fluviá (en catalán: la Torre de Fluvià) es una localidad perteneciente al municipio de Sarroca de Bellera, en la provincia de Lérida, comunidad autónoma de Cataluña, España.

## Historia
Fue un municipio independiente hasta finales del siglo XIX, cuando se integró al de Cubélls.
La iglesia de San Salvador depende de la parroquia de Cubélls. Su fiesta mayor es el último sábado de agosto.